# Гама глутамил трансфераза
Гама глутамил трансфераза (ГГТ) или гама глутамил транспептидаза (ГГТП), такође γ-глутамилтрансфераза, гама-ГТ, (ЕЦ 2.3.2.2), је мембрански ензим из групе пептидаза који катализује пренос хидролизом ослобођеног остатка глутаминске киселине на неку аминокиселину или пептид. Такође је укључен у метаболизам глутатиона. У организму се јавља претежно везан на ћелијске мембране. Највише гама глутамил трансферазе има у бубрезима, простати, јетри, епителу танког црева и мозгу, налази се на местима интензивне апсорпције аминокиселина. ГГТ је веома осетљив индикатор за обољења јетре, мада је присутан и у панкреасу и бубрезима.
Пораст каталитичке активности ГГТ у серуму је најосетљивији показатељ оштећења јетре, а нарочито је изражен ако су оштећења узрокована алкохолом. Добар је показатељ у диференцијалној дијагностици хепатоцелуларне и опструктивне жутице.
Активност је повишена код цирозе јетре, акутног вирусног хепатитиса, хроничног хепатитиса, панкреатитиса, инфаркта миокарда, постојања опструкције (препреке) у жучним путевима, примарних или метастатских тумора јетре, оштећења јетре изазваног алкохолизмом, декомпензоване срчане болести и злоћудног тумора панкреаса.
Будући да се повишен ниво ГГТ налази код болесника са алкохолном цирозом јетре и код људи који су тешки алкохоличари, ГГТ је значајан у откривању алкохолизма, алкохолних оштећења јетре и праћењу алкохолне апстиненције.
Снижене вредности нису клинички значајне.